# 1526 no Brasil
Esta é uma cronologia dos fatos acontecimentos de ano 1526 no Brasil.

## Eventos
- Expedição guarda-costas sob o comando de Cristóvão Jacques.[1]